# تينا بيسنيك
تينا بيسنيك (بالسلوفينية: Tina Pisnik)‏ مواليد 19 فبراير 1981 في ماريبور، هي لاعبة كرة مضرب سلوفينية سابقة بدأت مسيرتها كمحترفة سنة 1999 وكانت تلعب باليد اليمنى، اعتزلت اللعب في 2005. أعلى تصنيف لها في الفردي كان المركز الـ 29 في سنة 2004. أعلى تصنيف لها في الزوجي كان المركز الـ 63 في سنة 2000.

## النهائيات

### الفردي: 1 (1–0)
| الحصيلة | الرقم | التاريخ     | الدورة       | الأرضية | المنافس       | النتيجة  |
| ------- | ----- | ----------- | ------------ | ------- | ------------- | -------- |
| الفوز   | 1.    | 7 مايو 2000 | بول، كرواتيا | ترابية  | إميلي موريسمو | 7–6, 7–6 |

### الزوجي: 3 (2–1)
| الحصيلة | الرقم | التاريخ        | الدورة                                  | الأرضية | الشريك                 | المنافس                                           | النتيجة       |
| ------- | ----- | -------------- | --------------------------------------- | ------- | ---------------------- | ------------------------------------------------- | ------------- |
| الفوز   | 1.    | 14 نوفمبر 1999 | كوالا لمبور، ماليزيا                    | صلبة    | يلينا كوستانيتش توسيتش | ريكا هيراكي يوكا يوشيدا                           | 3–6, 6–2, 6–4 |
| الوصافة | 1.    | 6 مايو 2001    | بول، كرواتيا                            | ترابية  | ناديا بتروفا           | ماريا خوسيه مارتينيز سانشيز أنابيل ميدينا غاريغيس | 5–7, 4–6      |
| الفوز   | 2.    | 20 فبراير 2005 | بطولة كولومبيا المفتوحة للتنس، كولومبيا | ترابية  | إيمانويل جالياردي      | لابوميرا كرهاجكوفا باربورا ستريكوفا               | 6–4, 6–3      |

## روابط خارجية
- تينا بيسنيك على موقع رابطة محترفات التنس (الإنجليزية)
- تينا بيسنيك على موقع الاتحاد الدولي لكرة المضرب (الإنجليزية)
- تينا بيسنيك على موقع كأس بيلي جين كينغ (الإنجليزية)
- تينا بيسنيك على موقع بطولة ويمبلدون (الإنجليزية)
- تينا بيسنيك على موقع خلاصة التنس.كوم (الإنجليزية)
- تينا بيسنيك على موقع اللجنة الأولمبية الدولية (الإنجليزية)
- تينا بيسنيك على موقع أوليمبيديا (الإنجليزية)